# 博伊岑堡
易北河畔博伊岑堡（德語：Boizenburg/Elbe），通称博伊岑堡（德語：Boizenburg，發音：[ˈbɔʏtsn̩ˌbʊʁk] ⓘ），是德国梅克伦堡-前波美拉尼亚州路德维希斯卢斯特-帕尔希姆县的城市，面积47.43平方千米，2023年12月31日人口为10,881人。